# Ronny Turiaf
Ronny Turiaf (ur. 13 stycznia 1983 w Le Robert) – koszykarz francuski, grający na pozycji środkowego, reprezentant Francji, mistrz NBA z 2012.

## Kariera
Turiaf został wybrany z numerem 37 w drugiej rundzie draftu 2005. Jako 22-latek miał problemy z sercem i już w pierwszym sezonie gry musiał poddać się operacji serca w klinice medycznej uniwersytetu Stanford. W grudniu poddał się badaniom, a te wykazały, że może grać, choć od operacji minęło tylko 5 miesięcy. najpierw jednak grał w CBA w klubie Yakama Sun Kings. W 2006 roku zagrał dla reprezentacji Francji w koszykówce, przez około 13 minut, w 8 meczach zdobywał około 4 punkty i 4 zbiórki. Przed sezonem 2008/2009 zmienił drużynę na Golden State Warriors. W sezonie 2011/12 zdobył mistrzostwo NBA wraz z Miami Heat.

## Osiągnięcia
NCAA
- Zawodnik Roku Konferencji WCC (2005)[2]
- MVP Turnieju WCC (2004)[3]
- Zaliczony do:
  - składu All-American Honorable Mention Team (2005)[2]
  - I składu:
    - WCC (2003–2005)[2]
    - turnieju:
      - WCC (2003, 2004)[3]
      - Maui Invitational (2003)[3]
- Lider Konferencji WCC w:
  - blokach (2005)[2]
  - zbiórkach (2005)[2]

NBA
- Mistrz NBA (2012)[2]
- Wicemistrz NBA (2008)[4]

Reprezentacja
- Mistrz Europy U-18 (2000)[5]
- Brązowy medalista mistrzostw Europy U-20 (2002)[5]
- Zwycięzca turnieju London Invitational (2011)[5]
- Uczestnik:
  - Igrzysk Olimpijskich (2012 – 6. miejsce)[5]
  - mistrzostw świata (2006 – 5. miejsce)[5]
  - mistrzostw Europy (2003 – 4. miejsce, 2007 – 8. miejsce, 2009 – 5. miejsce)[5]